# 真柄祥吾
真柄 祥吾 (まがら しょうご、1953年2月16日 - ）は、日本の研究者。北海学園大学工学部名誉教授である。専門分野は建築構造。建築構造物の構造解析手法に関する研究を進めている。

## 経歴
- 1975年3月　室蘭工業大学工学部建築工学科卒業
- 1977年3月　室蘭工業大学大学院工学研究科建築工学専攻修士課程修了
- 1980年3月　北海道大学大学院工学研究科建築工学専攻博士課程単位取得退学
- 1980年4月　北海道大学工学部助手
- 1984年4月　北海学園大学工学部助教授
- 1991年4月　北海学園大学工学部教授（構造力学応用Ⅰなど担当）
- 1993年  大学院工学研究科修士課程担当（建築構造解析特論Ⅰなど担当）
- 2021年3月  北海学園大学定年退職。同工学部名誉教授。大学院工学研究科非常勤講師。

## その他
- 入試部長や工学部長も務めた。

## 所属学会
日本建築学会・溶接学会

## 活動
- 日本溶接協会 北海道地区 溶接技術検定委員会 委員
- 全国鉄骨評価機構 北海道地区 鉄骨製作工場性能評価員
- 北海道建築士事務所協会 耐震診断判定委員会 委員